# Хайрович, Изет
Изе́т Ха́йрович (босн. Izet Hajrović; родился 4 августа 1991 в Бругге) — бывший боснийский футболист. Выступал за сборную Боснии и Герцеговины.

## Клубная карьера
Полностью прошёл футбольную школу команды «Грассхоппер» и в 2009 году дебютировал в её основном составе. За основной состав сыграл 25 матчей в национальном чемпионате, забил 5 голов. Также провёл одну игру в Кубке и одну игру в квалификационном раунде Лиги Европы УЕФА. В 2013 году молодой футболист стал обладателем первого трофея, завоевав с «Грассхоппером» Кубок Швейцарии. В январе 2014 года молодой полузащитник перешёл в турецкий «Галатасарай». Сумма трансфера составила 3 500 000 €.
В июле 2014 года Хайрович перешёл в «Вердер», подписав контракт до 2018 года.

## Карьера в сборной
В 2009 году вызывался в юношескую сборную Боснии и Герцеговины, однако в заявку на матчи элитного раунда чемпионата Европы не попал. После такого поступка отказался играть за сборную Боснии и выбрал команду Швейцарии. Провёл несколько игр в составе швейцарской молодёжки, а 14 ноября 2012 года дебютировал за национальную сборную Швейцарию в товарищеском матче против сборной Туниса, выйдя на замену на 84-й минуте.
В июне 2013 года Хайрович объявил о желании играть за Боснию и Герцеговины. Поскольку Хайрович сыграл за сборную Швейцарии только в товарищеском, то проблем со сменой футбольного гражданства не возникло и уже 6 сентября Хайрович дебютировал в составе национальной сборной. Уже во втором матче в составе боснийцев Хайрович отметился забитым мячом.

## Достижения
«Грассхоппер»
- Обладатель Кубка Швейцарии: 2012/13

«Галатасарай»
- Обладатель Кубка Турции: 2013/14

«Динамо Загреб»
- Чемпион Хорватии: 2017/18, 2018/19
- Обладатель Кубка Хорватии: 2017/18
- Обладатель Суперкубка Хорватии: 2019

## Личная жизнь
Младший брат — Сеяд Хайрович, выступающий в составе «Винтертура».

## Статистика выступлений

### Клубная статистика
| Клуб             | Сезон            | Лига | Лига | Кубки | Кубки | Еврокубки | Еврокубки | Итого | Итого |
| Клуб             | Сезон            | Игры | Голы | Игры  | Голы  | Игры      | Голы      | Игры  | Голы  |
| ---------------- | ---------------- | ---- | ---- | ----- | ----- | --------- | --------- | ----- | ----- |
| Грассхоппер      | 2009/2010        | 1    | 0    | 0     | 0     | 0         | 0         | 1     | 0     |
| Грассхоппер      | 2010/2011        | 21   | 5    | 3     | 2     | 1         | 0         | 25    | 7     |
| Грассхоппер      | 2011/2012        | 21   | 1    | 3     | 4     | 0         | 0         | 24    | 5     |
| Грассхоппер      | 2012/2013        | 33   | 8    | 4     | 2     | 0         | 0         | 37    | 10    |
| Грассхоппер      | 2013/2014        | 15   | 6    | 3     | 0     | 4         | 0         | 22    | 6     |
| Грассхоппер      | Итого            | 91   | 20   | 13    | 8     | 5         | 0         | 109   | 28    |
| Галатасарай      | 2013/2014        | 8    | 0    | 3     | 1     | 2         | 0         | 13    | 1     |
| Галатасарай      | Итого            | 8    | 0    | 3     | 1     | 2         | 0         | 13    | 1     |
| Всего за карьеру | Всего за карьеру | 99   | 20   | 16    | 9     | 7         | 0         | 119   | 29    |

### Игры за сборную
| Матчи Изета Хайровича за сборную Швейцарии | Матчи Изета Хайровича за сборную Швейцарии | Матчи Изета Хайровича за сборную Швейцарии | Матчи Изета Хайровича за сборную Швейцарии | Матчи Изета Хайровича за сборную Швейцарии | Матчи Изета Хайровича за сборную Швейцарии | Матчи Изета Хайровича за сборную Швейцарии | Матчи Изета Хайровича за сборную Швейцарии |
| ------------------------------------------ | ------------------------------------------ | ------------------------------------------ | ------------------------------------------ | ------------------------------------------ | ------------------------------------------ | ------------------------------------------ | ------------------------------------------ |
| №                                          | Дата                                       | Место проведения                           | Оппонент                                   | Счёт                                       | Голы                                       | Минуты                                     | Соревнование                               |
| 1                                          | 14 ноября 2012                             | Радес                                      | Тунис                                      | 2:1                                        | —                                          | 7’                                         | Товарищеский матч                          |

Итог: 1 матч/ 0 голов; 1 победа, 0 ничьих, 0 поражений.
| Матчи Изета Хайровича за сборную Боснии и Герцеговины | Матчи Изета Хайровича за сборную Боснии и Герцеговины | Матчи Изета Хайровича за сборную Боснии и Герцеговины | Матчи Изета Хайровича за сборную Боснии и Герцеговины | Матчи Изета Хайровича за сборную Боснии и Герцеговины | Матчи Изета Хайровича за сборную Боснии и Герцеговины | Матчи Изета Хайровича за сборную Боснии и Герцеговины | Матчи Изета Хайровича за сборную Боснии и Герцеговины |
| ----------------------------------------------------- | ----------------------------------------------------- | ----------------------------------------------------- | ----------------------------------------------------- | ----------------------------------------------------- | ----------------------------------------------------- | ----------------------------------------------------- | ----------------------------------------------------- |
| №                                                     | Дата                                                  | Место проведения                                      | Оппонент                                              | Счёт                                                  | Голы                                                  | Минуты                                                | Соревнование                                          |
| 1                                                     | 6 сентября 2013                                       | Зеница                                                | Словакия                                              | 0:1                                                   | —                                                     | 9’                                                    | Отборочный матч ЧМ-2014                               |
| 2                                                     | 10 сентября 2013                                      | Жилина                                                | Словакия                                              | 2:1                                                   | 1                                                     | 14’                                                   | Отборочный матч ЧМ-2014                               |
| 3                                                     | 11 октября 2013                                       | Зеница                                                | Лихтенштейн                                           | 4:1                                                   | —                                                     | 29’                                                   | Отборочный матч ЧМ-2014                               |
| 4                                                     | 19 ноября 2013                                        | Сент-Луис                                             | Аргентина                                             | 0:2                                                   | —                                                     | 22’                                                   | Товарищеский матч                                     |
| 5                                                     | 5 марта 2014                                          | Инсбрук                                               | Египет                                                | 0:2                                                   | —                                                     | 30’                                                   | Товарищеский матч                                     |
| 6                                                     | 31 мая 2014                                           | Сент-Луис                                             | Кот-д’Ивуар                                           | 2:1                                                   | —                                                     | 90’                                                   | Товарищеский матч                                     |
| 7                                                     | 4 июня 2014                                           | Чикаго                                                | Мексика                                               | 1:0                                                   | 1                                                     | 76’                                                   | Товарищеский матч                                     |

Итог: 7 матчей/ 2 гола; 4 победы, 0 ничьих, 3 поражения.